# Pablo Honey
Pablo Honey é o álbum de estreia da banda britânica Radiohead, lançado em 22 de fevereiro de 1993 no Reino Unido pela Parlophone e em 20 de abril de 1993 nos Estados Unidos pela Capitol Records. Foi produzido por Sean Slade, Paul Q. Kolderie e Chris Hufford.
O Radiohead foi formado em 1985 na Abingdon School em Abingdon, Oxfordshire, e assinou um contrato de gravação com a EMI em 1991. Seu EP de estreia, Drill (1992), obteve pouco sucesso. Para seu primeiro álbum, a banda mirou no mercado estadunidense e escolheu produtores desse país. Pablo Honey foi gravado em três semanas no Chipping Norton Recording Studios, em Oxfordshire, em 1992. A gravação foi prejudicada pela falta de experiência do grupo em estúdio.
Os singles "Creep", "Anyone Can Play Guitar" e "Stop Whispering" causaram pouco impacto em primeiro momento. No entanto, "Creep" gradualmente ganhou repercussão nas rádios internacionais, alcançando a sétima posição na parada de singles do Reino Unido após ser relançado em 1993. O Radiohead embarcou em uma massiva turnê promocional nos Estados Unidos apoiando Belly e PJ Harvey, seguida por uma turnê europeia apoiando James. Em maio de 1995, um vídeo ao vivo, Live at the Astoria (1995), foi lançado em VHS.
Pablo Honey alcançou a posição 22 na parada de álbuns do Reino Unido. Foi certificado em disco de ouro no Reino Unido em 1994 e em dupla platina em 2013. Nos EUA, foi certificado como platina em 1995. Pablo Honey recebeu críticas geralmente positivas, mas alguns o consideraram mal desenvolvido ou derivado. Embora tenha sido menos aclamado que os trabalhos posteriores do Radiohead, algumas críticas retrospectivas foram mais positivas e ele apareceu em listas de melhores álbuns. Os membros do grupo ficaram insatisfeitos com o resultado, citando composições fracas e sua inexperiência no estúdio. "Creep" continua sendo o single de maior sucesso do Radiohead.

## Antecedentes

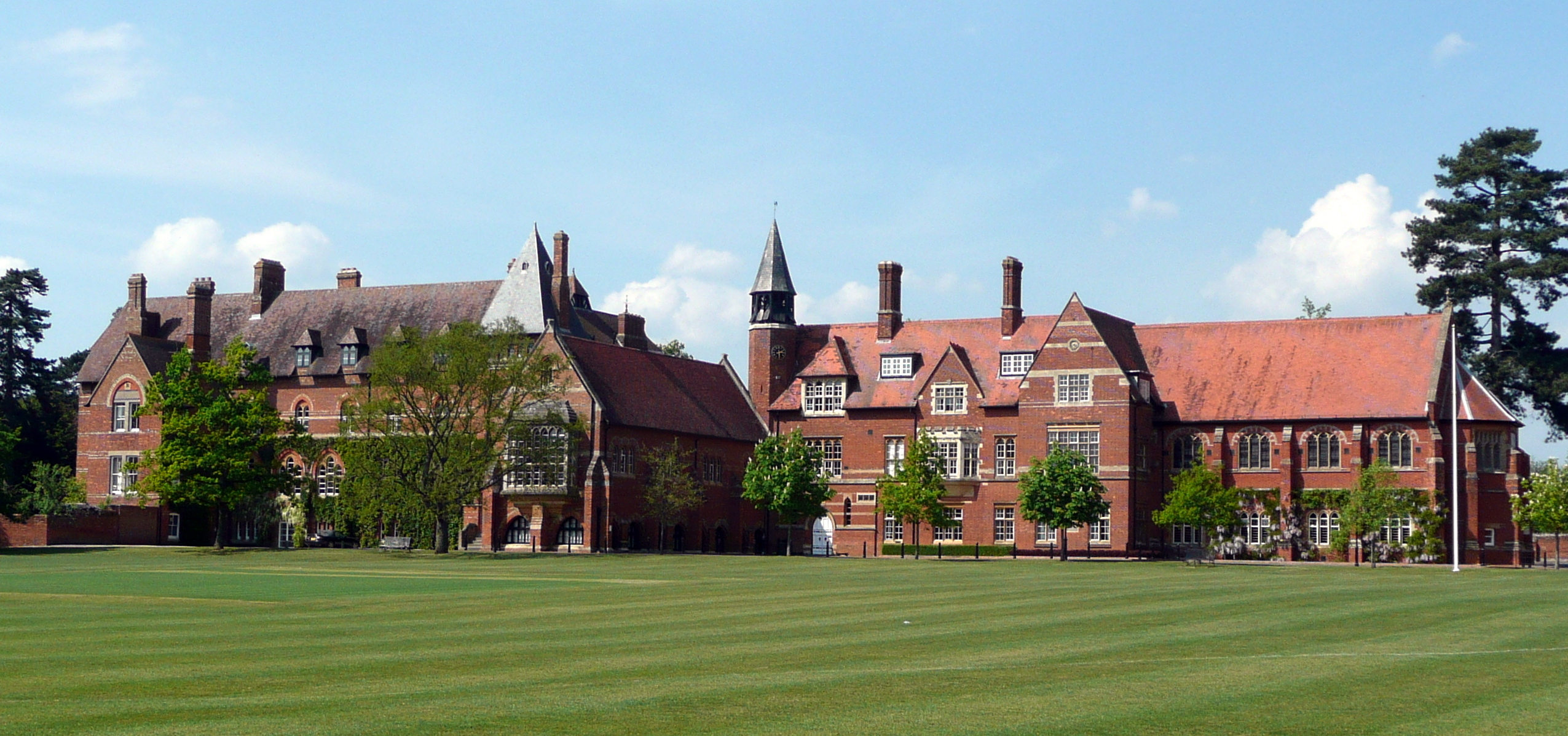
Abingdon School, Oxfordshire, onde o Radiohead foi formado

Os membros do Radiohead se conheceram enquanto frequentavam a Abingdon School em Abingdon, Oxfordshire. Em 1985, formaram On a Friday, nome que se refere ao único dia em que podiam ensaiar na sala de música da escola. Gravaram fitas demo, incluindo uma fita cassete conhecida como Manic Hedgehog, que continha versões de "You", "I Can't" e "Thinking About You", futuras faixas de Pablo Honey.
Uma dessas demos atraiu a atenção de Chris Hufford, um produtor local. Ele e seu parceiro de negócios, Bryce Edge, tornaram-se os empresários da banda depois de assistirem a um show no Jericho Tavern, em Oxford. No final de 1991, On a Friday assinou um contrato de gravação de seis álbuns com a EMI e mudou seu nome a pedido da gravadora. O novo nome foi inspirado na canção "Radio Head", dos Talking Heads, lançada no álbum True Stories de 1986.
O Radiohead lançou seu primeiro EP, Drill, em 1992. Foi produzido por Hufford em seu estúdio, Courtyard Studios, em Oxfordshire. Alcançou a posição 101 na parada de singles do Reino Unido; o Guardian mais tarde o descreveu como um "começo desfavorável" que atraiu pouca atenção. Hufford disse que produzir o EP ele mesmo foi um erro, pois criou um conflito de interesses e gerou atrito no estúdio.
Hufford e Edge resolveram encontrar produtores diferentes para a próxima gravação do Radiohead. As gravadoras independentes dominavam as paradas indie no Reino Unido, mas a EMI era uma grande gravadora. Hufford e Edge planejaram, portanto, que o Radiohead usasse produtores estadunidenses e fizesse longas turnês pelos Estados Unidos, e depois retornasse para construir seguidores no Reino Unido. Eles consideraram contratar Steve Albini, mas ele ainda não havia trabalhado com grandes artistas e a EMI sentiu que era muito arriscado.
Nessa época, os produtores estadunidenses Paul Kolderie e Sean Slade, que haviam trabalhado com bandas como Pixies e Dinosaur Jr., estavam no Reino Unido em busca de trabalho. Nick Gatfield, diretor de A&R da EMI, deu a eles uma seleção de artistas para escolherem. Eles concordaram em produzir Radiohead depois de ouvirem "Stop Whispering". Kolderie ficou particularmente impressionado com os vocais de Thom Yorke. Ao conhecer a banda, Kolderie ficou impressionado com sua juventude, mas também com sua união e proximidade. Ele descreveu "uma seriedade de propósito e uma seriedade de tentar criar uma música que fosse um pouco diferente". Ele ficou inicialmente mais impressionado com Hufford e Edge do que com Radiohead, chamando-os de "mães astutas... Acho que nunca conheci dois caras que tivessem mais plano".

## Gravação

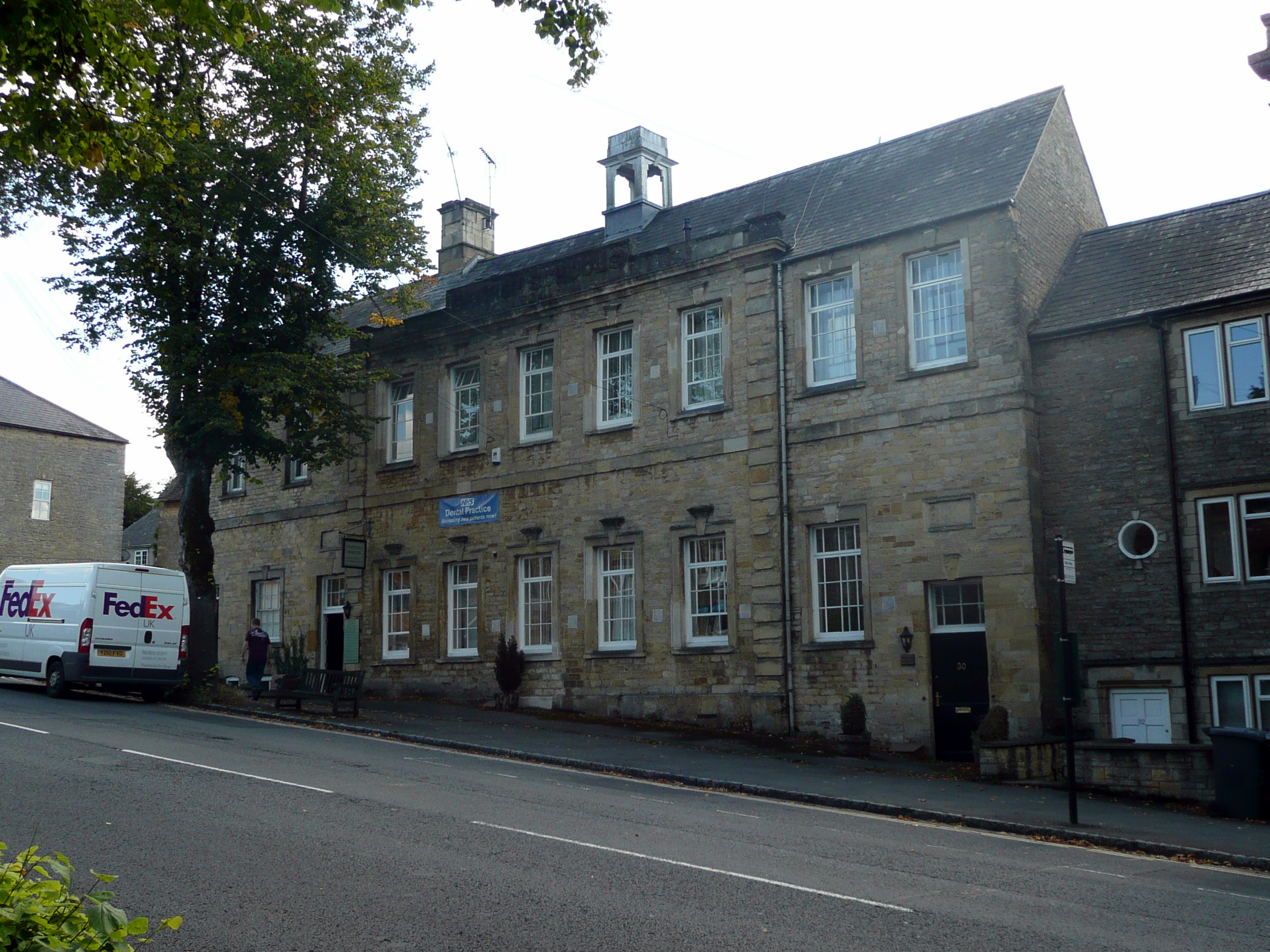
O antigo Chipping Norton Recording Studios, Oxfordshire, onde o Radiohead gravou Pablo Honey

O Radiohead gravou Pablo Honey no Chipping Norton Studios em Chipping Norton, Oxfordshire. Primeiro tentaram gravar duas músicas que a EMI estava considerando para o single de estreia, "Inside My Head" e "Lurgee". Fizeram pouco progresso; Kolderie descreveu o Radiohead como "desesperadamente inexperiente", e nem eles nem os produtores gostaram da escolha das canções. Kolderie disse que "Inside My Head" "não era muito melódica" e não tinha o poder das outras canções do grupo. Hufford descreveu os resultados como "rock bombástico exagerado".
Durante os ensaios, o Radiohead inesperadamente tocou outra canção, "Creep". Consideraram uma faixa "descartável", mas impressionou os produtores. Por sugestão de Kolderie, gravaram uma tomada, após a qual todos no estúdio aplaudiram. A EMI foi persuadida a fazer de "Creep" o single de estreia do Radiohead. De acordo com Kolderie, "todos [na EMI] que ouviram 'Creep' começaram a enlouquecer" e ele e Slade foram contratados para produzir o álbum. O Radiohead pegou elementos da canção "The Air That I Breathe", lançada em 1972, para "Creep". Depois que a Rondor Music entrou com uma ação judicial, os compositores Albert Hammond e Mike Hazelwood receberam royalties compartilhados e créditos de composição.
Pablo Honey foi gravado em três semanas. Kolderie descreveu isso como uma luta e disse: "Era o primeiro disco deles e eles queriam ser os Beatles, a mixagem não devia ter reverberação e eles tinham todas as ideias que já tinham tido em 20 anos ouvindo discos". Kolderie notou a inexperiência da banda no estúdio e a dificuldade em finalizar as faixas, mas disse que gostou do trabalho devido ao grupo pequeno e à atmosfera de brincadeira.
Para a introdução de "Anyone Can Play Guitar", Kolderie pediu que todos no estúdio, incluindo o cozinheiro, criassem sons na guitarra. “A ideia era fazer jus ao título: qualquer um pode tocar guitarra”, disse. O guitarrista Jonny Greenwood usou um pincel para sua parte. O Radiohead não gostou da versão de "Lurgee" que gravaram com Kolderie e Slade, e usaram uma versão anterior, gravada com Hufford no Courtyard, para o álbum. Kolderie disse que Pablo Honey "não foi barato" e estimou que tenha custado mais de cem mil libras para ser gravado.
O título do álbum vem de um trote telefônico feito pelo grupo humorístico estadunidense Jerky Boys, no qual o interlocutor se passa pela mãe da vítima e diz: "Pablo, querido? Por favor, venha para a Flórida". Yorke disse que era apropriado, já que a banda era formada por "filhinhos da mamãe". Uma amostra dessa esquete aparece durante o solo de guitarra em "How Do You?"

## Musicalidade e letras
Em Pablo Honey, os críticos encontraram elementos de grunge, rock alternativo, rock de estádio, rock progressivo, rock universitário, pós-grunge e jangle pop. O álbum atraiu comparações com Nirvana, Dinosaur Jr., Sugar, U2, the Smiths, the Cure, the Who e the Jam.
O guitarrista Ed O'Brien descreveu Pablo Honey como um álbum "hedonista" que "você pode colocar em um carro com teto aberto em uma noite de sábado indo para uma festa". Stephen Thomas Erlewine, do AllMusic, descreveu-o como uma mistura do rock de arena do U2 com passagens instrumentais "atmosféricas". A jornalista Annie Zaleski, do Salon, disse que a música apresentava "linhas de guitarra distorcidas e borradas que se retorciam como uma pipa ao vento". Gary Walker, escrevendo para Guitar.com, descreveu-o como "extremamente ingênuo e desprotegido" em comparação com o trabalho posterior mais complexo do Radiohead. Ele escreveu que capturou a "dinâmica embrionária" entre os três guitarristas e descreveu o trabalho de guitarra de Greenwood como uma "mistura estimulante de paisagens sonoras tocadas com tremolo, oitavas robustas, registros de execuções gritantes e agudas e brincadeiras com killswitch". A faixa de abertura, "You", alterna acordes maiores e menores e compassos alternados. "Blow Out" combina elementos de bossa nova e krautrock; começa com uma bateria "tensa e jazzística" e acordes inclinados e conclui com uma seção shoegaze.
Zaleski disse que a lírica de Pablo Honey expressa raiva pelo status quo, o sentimento de ser um estranho e a preocupação com o futuro. "Creep" apresenta um verso tranquilo e um refrão alto, com "explosões" de ruído de guitarra feitas por Jonny Greenwood. Yorke descreveu-a como uma "canção de autodestruição". A letra foi inspirada por uma mulher que Yorke estava interessado e que inesperadamente compareceu a uma apresentação do Radiohead. A letra de "Stop Whispering" é sobre opressão e a frustração de não conseguir explicá-la. Yorke escreveu o verso "Deixo meu cabelo crescer, eu quero ser Jim Morrison", de "Anyone Can Play Guitar", em resposta às pessoas no mundo da música que "acham que precisam agir como idiotas para viver de acordo com a lenda". Segundo Zaleski, “Ripcord” é sobre a “experiência de se lançar no desconhecido”. “Lurgee” termina com um solo “sinuoso”.

## Lançamento
"Creep" foi lançado como o single principal de Pablo Honey em 21 de setembro de 1992. Inicialmente, recebeu pouca rotação e vendeu cerca de 6 mil cópias, alcançando a posição 78 na parada de singles do Reino Unido. Os singles "Anyone Can Play Guitar" e "Stop Whispering", lançados em 1993, além de "Pop Is Dead", que ficou de fora do álbum, não tiveram sucesso. Enquanto "Anyone Can Play Guitar" e "Pop Is Dead" figuraram na parada de singles britânica, "Stop Whispering" não chegou lá. O Radiohead regravou "Stop Whispering" para o single dos EUA, pois não gostou da versão do álbum. O'Brien disse que a nova versão era "mais atmosférica", comparando-a ao Joy Division.
Pablo Honey foi lançado em fevereiro de 1993 e recebeu pouca repercussão na imprensa. Alcançou a posição 25 na parada de álbuns do Reino Unido de 1993. No entanto, "Creep" se tornou um sucesso em Israel, onde foi tocada com frequência pelo radialista Yoav Kutner. Em março, o Radiohead foi convidado a Tel Aviv para sua primeira apresentação no exterior. Na mesma época, "Creep" subiu para o segundo lugar na parada de rock moderno dos EUA, e Pablo Honey estava vendendo bem nas importações. "Creep" alcançou a posição 34 na parada  Billboard Hot 100, e alcançou a posição sete na parada de singles do Reino Unido quando a EMI a relançou em setembro de 1993. No Reino Unido, Pablo Honey foi certificado como prata em fevereiro de 1994, ouro em abril de 1994, platina em junho de 1997 e platina dupla em julho de 2013. Nos EUA, foi certificado ouro em setembro de 1993 e platina em setembro de 1995.

## Turnê
No final de 1992, o Radiohead fez uma turnê pelo Reino Unido com Kingmaker e Frank and Walters. Em setembro, se apresentaram na conferência da EMI no Reino Unido. Impressionaram a promotora da EMI, Carol Baxter, que disse: "Esta pequena banda engraçada apareceu e eles obviamente tinham algo. Esta foi uma gravação horrível, mas Thom deu tudo de si". Naquele Natal, a NME publicou uma crítica negativa de uma apresentação do Radiohead, os definindo como "uma desculpa lamentável e covarde para um grupo de rock 'n' roll".
Em junho de 1993, o Radiohead iniciou sua primeira turnê norte-americana. Em julho, fizeram uma apresentação de "Anyone Can Play Guitar" ao vivo na MTV Beach House, na qual Yorke gritou a letra improvisada "gordo, feio, morto!", antes de se ajoelhar diante das câmeras e pular em uma piscina. Ele estava segurando um microfone e por pouco não levou um choque.
O Radiohead cancelou uma apresentação no Festival de Reading de 1993 depois que Yorke ficou doente; ele disse à NME: "Fisicamente, estou completamente ferrado e mentalmente, já estou farto". De acordo com alguns relatos, a EMI deu ao Radiohead seis meses para "se resolver" ou ser dispensado. Keith Wozencroft, chefe de A&R da EMI, negou isso, dizendo: "O rock experimental estava sendo tocado e tinha potencial comercial. As pessoas expressam paranoias diferentes, mas para a gravadora [Radiohead] estavam se desenvolvendo brilhantemente a partir de Pablo Honey".
Em setembro de 1993, após o relançamento de "Creep", o Radiohead a apresentou no programa musical britânico Top of the Pops e foram os primeiros convidados musicais do talk show estadunidense Late Night with Conan O'Brien. O braço americano da EMI, a Capitol, queria continuar a promover Pablo Honey e aproveitar o momento. O Radiohead recusou uma oferta para fazer uma turnê pelos Estados Unidos em apoio ao Duran Duran, pois seus empresários achavam que poderiam ganhar mais credibilidade apoiando o Belly. Eles também abriram para PJ Harvey em Nova Iorque e Los Angeles. Em 13 de maio de 1995, um vídeo ao vivo, Live at the Astoria (1995), foi lançado em VHS, com apresentações de canções de Pablo Honey como "Creep", "You" e "Anyone Can Play Guitar".
O Radiohead teve dificuldades com a turnê. Yorke não gostava de lidar com jornalistas musicais estadunidenses e estava cansado das canções. Os membros da banda apareceram em material promocional dos quais mais tarde se arrependeram, como ensaios de moda para jeans Iceberg e a revista Interview. De acordo com o agente do Radiohead, o trabalho promocional desencadeou "muita reflexão sobre o porquê de eles estarem em um grupo". Jonny Greenwood disse que eles "passaram um ano sendo jukeboxes... Nos sentíamos em uma estagnação criativa porque não conseguíamos lançar nada novo". A turnê nos EUA foi seguida por uma turnê europeia apoiando James e Tears for Fears. Kolderie creditou as turnês de Pablo Honey por transformar o Radiohead "em uma banda coesa".

## Recepção
| Críticas contemporâneas | Críticas contemporâneas |
| Avaliações da crítica   | Avaliações da crítica   |
| Fonte                   | Avaliação               |
| ----------------------- | ----------------------- |
| Calgary Herald          | B                       |
| Entertainment Weekly    | B                       |
| Los Angeles Times       | [ 26 ]                  |
| NME                     | 7/10                    |
| Q                       | [ 23 ]                  |
| Select                  | 3/5                     |

Pablo Honey não causou impacto crítico em seu lançamento inicial. John Harris, da NME, referiu-se ao Radiohead como "uma das maiores esperanças do rock".  Harris disse que a faixa "How Do You?" "quebra o ritmo [do álbum]... horrivelmente", mas descreveu Pablo Honey como "satisfatório", apesar de suas falhas. Mais tarde, a NME nomeou-o o 35.º melhor álbum do ano. A revista Q escreveu que "a adolescência britânica nunca foi tão rabugenta" e descreveu Pablo Honey como um bom álbum com momentos que rivalizavam com Nirvana, Dinosaur Jr. e Sugar.
Nos Estados Unidos, "Creep" traçou paralelos com o Nirvana, com alguns descrevendo o Radiohead como o "Nirvana britânico". A Billboard disse que a letra tinha "força suficiente para se destacar por si só", apesar das comparações com o U2. Em uma crítica mista, Mario Mundoz, do Los Angeles Times, escreveu que "não oferece realmente nada que você não tenha ouvido antes", mas "há letras inteligentes e bons ganchos". Robert Christgau, do The Village Voice, não recomendou o álbum, mas selecionou "Creep" como um destaque. A Rolling Stone escreveu que o charme do álbum se origina de seu trabalho de guitarra, estruturas de canções, melodias e refrões que invocam um "apelo pop".

## Legado
| Críticas restropectivas           | Críticas restropectivas |
| Avaliações da crítica             | Avaliações da crítica   |
| Fonte                             | Avaliação               |
| --------------------------------- | ----------------------- |
| AllMusic                          | [ 21 ]                  |
| The A.V. Club                     | B−                      |
| Blender                           | [ 61 ]                  |
| The Encyclopedia of Popular Music | [ 62 ]                  |
| The Irish Times                   | [ 63 ]                  |
| Pitchfork                         | 5.4/10                  |
| Q                                 | [ 65 ]                  |
| Rolling Stone                     | [ 66 ]                  |
| The Rolling Stone Album Guide     | [ 67 ]                  |
| Uncut                             | [ 68 ]                  |

Embora Pablo Honey não tenha recebido a aclamação dos álbuns posteriores do Radiohead, recebeu elogios em avaliações retrospectivas. O músico e jornalista Phil Witmer escreveu que "Pablo Honey é cativante porque agora sabemos que a banda que o fez se tornaria algo extraordinário menos de cinco anos depois". Ele escolheu "You" e "Blow Out" como as faixas mais sofisticadas, apontando para o trabalho posterior do Radiohead.
De acordo com Stephen Thomas Erlewine, da AllMusic, a composição nem sempre corresponde ao som do Radiohead, mas quando o faz, atinge "um poder raro que é visceral e inteligente". Kenny EG Perry, da NME, descreveu o álbum como "o som de uma das melhores bandas desta ou de qualquer outra geração tocando a música que lhes ensinou todas as suas boas lições iniciais". A Clash disse que "aponta para tudo o que [Radiohead] viria a ser".
Em uma crítica de 2008, Al Spicer, da BBC Music, descreveu Pablo Honey como a "exploração da autoconsciência suburbana e adolescente" do Radiohead e "uma das estreias mais impressionantes do rock". Em 2009, Mehan Jahasuriya, da PopMatters, criticou Pablo Honey como "uma mistura de grunge malfeito, jangle-pop e rock alternativo pronto para estádios... quase indistinguível de outros descartes do rock universitário do início dos anos 90, exceto por algumas dicas de grandeza". Ao analisar a reedição de 2009 para a Pitchfork, Scott Plagenhoef elogiou "Creep", "You", "Stop Whispering" e "Prove Yourself", mas descreveu "How Do You?", "I Can't", "Ripcord" e "Vegetable" como "na melhor das hipóteses, comuns".
Após o sucesso de "Creep", o Radiohead passou a se ressentir dela. Em 1993, Yorke disse: "É como se não fosse mais nossa canção... Parece que estamos fazendo um cover". O sucesso quase levou à separação do Radiohead. A frustração com "Creep" e Pablo Honey influenciou seu segundo álbum, The Bends (1995). O título do álbum, um termo para doença de descompressão, faz referência à rápida ascensão à fama; Yorke disse "nós simplesmente surgimos rápido demais". Durante a turnê de seu álbum OK Computer, de 1997, Yorke se tornou hostil quando "Creep" era mencionada em entrevistas e recusou pedidos para tocá-la. Nos anos seguintes, a banda parou de tocá-la completamente, mas depois começou a tocá-la com pouca frequência. Embora o Radiohead tenha alcançado maior sucesso comercial e crítico com álbuns posteriores, "Creep" continua sendo seu single de maior sucesso. Com base em seu trabalho em Pablo Honey, a banda estadunidense Hole contratou Slade e Kolderie para produzir o álbum Live Through This, de 1994.
Em 2007, a Pitchfork escreveu que, com Pablo Honey, "o Radiohead tentou pegar carona no grunge para o sucesso em massa mas tropeçou, e eles vêm se desculpando por isso desde então". Em 1996, o baixista Colin Greenwood disse: "Eu daria [a Pablo Honey] uma nota sete de 10 - nada mal para um álbum gravado em apenas duas semanas e meia". Em 1997, O'Brien disse que era derivado de Dinosaur Jr. e Pixies. Ele descreveu-o como "uma coleção dos nossos maiores sucessos como uma banda independente". Jonny Greenwood disse em 1998 que "faltou liberdade" e foi prejudicado pelo medo e pela inexperiência da banda. O'Brien disse em 2020 que Pablo Honey era "uma merda [...] mas trabalhamos duro e nos tornamos bons. Essa é uma das coisas que eu mantive: você não precisa ter todas as respostas imediatamente".

### Listas
Em 1998, Pablo Honey foi eleito o 100.º melhor álbum de todos os tempos em uma pesquisa realizada pela Virgin e o 61.º em uma pesquisa da Q. O jornalista Colin Larkin colocou-o na 301.ª posição da terceira edição do All Time Top 1000 Albums (2000). Como parte de sua lista de 2007 das "500 Maiores Faixas Perdidas", Q incluiu "Lurgee" e "Blow Out" em uma lista de 20 canções essenciais menos conhecidas do Radiohead. Em 2006, a Classic Rock e a Metal Hammer nomearam Pablo Honey como um dos 20 melhores álbuns de 1993. Em 2008, a Blender classificou-o em 82.º lugar na sua lista dos "100 álbuns que você deve possuir".

## Reedições
O Radiohead deixou a EMI após o término de seu contrato em 2003. Em 2007, a gravadora lançou Radiohead Box Set, uma compilação de álbuns gravados enquanto o grupo ainda estava contratado, incluindo Pablo Honey. Em 2009, a EMI relançou Pablo Honey em uma "Edição de Colecionador" com as faixas do EP Drill, lados B e takes alternativos. A banda não teve nenhuma participação nas reedições e as canções não foram remasterizadas.
Em fevereiro de 2013, a Parlophone foi adquirida pela Warner Music Group (WMG). Em abril de 2016, como resultado de um acordo com o grupo comercial Impala, a WMG transferiu o catálogo anterior do Radiohead para a XL Recordings. As reedições da EMI, lançadas sem o consentimento do Radiohead, foram removidas dos serviços de streaming. Em maio de 2016, a XL relançou o catálogo anterior do Radiohead em vinil, incluindo Pablo Honey.

## Lista de faixas
Todas as letras escritas por Thom Yorke, todas as músicas compostas por Radiohead, exceto "Creep", composta por Radiohead, Mike Hazlewood e Albert Hammond.
| Faixas de Pablo Honey |                          |         |  |
| N.º                   | Título                   | Duração |  |
| 1.                    | "You"                    | 3:29    |  |
| 2.                    | "Creep"                  | 3:56    |  |
| 3.                    | "How Do You?"            | 2:12    |  |
| 4.                    | "Stop Whispering"        | 5:26    |  |
| 5.                    | "Thinking About You"     | 2:41    |  |
| 6.                    | "Anyone Can Play Guitar" | 3:38    |  |
| 7.                    | "Ripcord"                | 3:10    |  |
| 8.                    | "Vegetable"              | 3:13    |  |
| 9.                    | "Prove Yourself"         | 2:25    |  |
| 10.                   | "I Can't"                | 4:13    |  |
| 11.                   | "Lurgee"                 | 3:08    |  |
| 12.                   | "Blow Out"               | 4:40    |  |
| Duração total:        | Duração total:           | 42:11   |  |

## Ficha técnica
Adaptada do encarte do álbum.

### Radiohead
- Thom Yorke – vocal, guitarra
- Jonny Greenwood – guitarra solo, piano, órgão
- Ed O'Brien – guitarra, vocal de apoio
- Colin Greenwood – baixo, guitarra em "Anyone Can Play Guitar"[3]
- Philip Selway – bateria, guitarra em "Anyone Can Play Guitar"[3]

### Produção
- Chris Blair – masterização
- Chris Hufford – produção, engenharia (faixas 10, 11)
- Paul Q. Kolderie – produção, engenharia (faixas 1–9, 12), mixagem, guitarra em "Anyone Can Play Guitar"[3]
- Sean Slade – produção, engenharia (faixas 1–9, 12), mixagem, guitarra em "Anyone Can Play Guitar"[3]

### Design
- Icon – design
- Lisa Bunny Jones – pinturas
- Tom Sheehan – fotografias

## Posição nas paradas musicais
| Parada (1993–1994)                  | Melhor posição |
| ----------------------------------- | -------------- |
| Austrália (ARIA)                    | 86             |
| Canadá (RPM Top Albums/CDs)         | 42             |
| Países Baixos (Dutch Charts)        | 61             |
| Nova Zelândia (RMNZ)                | 44             |
| Reino Unido (Official Albums Chart) | 22             |
| Estados Unidos (Billboard 200)      | 32             |
| Parada (1996–1997)                  | Melhor posição |
| Bélgica (Ultratop Flandres)         | 38             |
| Bélgica (Ultratop Valônia)          | 28             |
| Suécia (Sverigetopplistan)          | 56             |
| Parada (2003)                       | Melhor posição |
| França (SNEP)                       | 108            |
| Suíça (Schweizer Hitparade)         | 91             |
| Parada (2010)                       | Melhor posição |
| Espanha (PROMUSICAE)                | 91             |

| Parada (1996)     | Posição |
| ----------------- | ------- |
| Reino Unido (OCC) | 99      |

## Certificações e vendas
| Região                                                                                                  | Certificação | Vendas    |
| --- | ------------ | --------- |
| Argentina (CAPIF)                                                                                       | Ouro         | 30 000^   |
| Austrália (ARIA)                                                                                        | Ouro         | 35 000^   |
| Bélgica (BEA)                                                                                           | Platina      | 75 000*   |
| Canadá (Music Canada)                                                                                   | 2× Platina   | 250 000^  |
| Países Baixos (NVPI)                                                                                    | Ouro         | 50 000^   |
| Reino Unido (BPI)                                                                                       | 2× Platina   | 600,000^  |
| Estados Unidos (RIAA)                                                                                   | Platina      | 1,520,000 |
| *números de vendas baseados somente na certificação ^números de vendas baseados somente na certificação |              |           |